# Åsnebyn
Åsnebyn är ett kulturreservat i Melleruds kommun i Dalsland. 
Området är 40 hektar stort och beläget på nordvästra Dalboslätten. Kulturreservatet inrättades den 19 februari 2008 med syfte att bevara en typisk dalsländsk bondgård, med ett landskap präglat av 1800- och tidigt 1900-tal.
Åsnebyn, som ägs och förvaltas av Hushållningssällskapet, blev därmed det andra kulturreservatet i Västra Götalands län.